# Per Håkansson (filmproducent)
Per Alex Håkansson, född 17 juli 1891 i Härlunda församling, Kronobergs län, död 27 augusti 1960, var en svensk filmproducent och produktionschef vid AB Svea Film.
Per Håkansson var svärfar till Jack S. Kotschack.

## Producent
- 1932 – Jag gifta mig – aldrig
- 1938 – Eli Sjursdotter